# Baiqi, Fujian
Baiqi (kinesiska: 百崎) är en etnisk minoritetssocken för huifolket i sydöstra Kina. Den ligger i Hui'an härad i staden Quanzhou i provinsen Fujian, omkring 150 kilometer sydväst om provinshuvudstaden Fuzhou. 